# 泰特斯 (阿拉巴馬州)
泰特斯（英語：Titus）是一個位於美國阿拉巴馬州埃爾莫爾縣的非建制地區。該地的面積和人口皆未知。

## 地理
泰特斯的座標為32°42′44″N 86°19′06″W / 32.71222°N 86.31833°W，而該地最高點為海拔高度223米（即732英尺）。